# Возарев крст
Возарев крст се налази у Београду, у парку између улица Војводе Шупљикца и Милешевске, на Врачару. Подигнут је 1847. године. Представља непокретно културно добро као споменик културе.
Познати београдски књижар и штампар, Глигорије Возаревић, подигао је на својој њиви на Врачару дрвени крст украшен иконама. Савременици су подизање крста тумачили не само као симбол вере, већ и као знак ослобођења – симбол победе. Стога се овај крст сматра првим јавним спомеником у Београду.
Дотрајали дрвени крст је Београдска општина обновила 1933. године у црвеном вештачком камену. По њему је део Београда назван Црвени крст.

## Историјат
После хатишерифа из 1830. стекли су се услови за подизање оваквих обележја и у Београду. Један од првих београдских јавних споменика је крст који је Глигорије Возаровић подигао на својој њиви, на Врачару 1847. године. Споменик је био веома скроман. На обичан дрвени крст окачене су иконе Свете Тројице, са једне и Светог Георгија, са друге стране. Испод икона је постављен натпис: „Богу и људима, Глигорије Возаровић 1847. на Врачару“. Подизање крста, међутим, било је у београдској средини
новост коју су забележиле и Новине Србске, званично гласило Кнежевине. У подужем тексту, објављеном 18. марта исте године, на крају је истакнуто: „Слава буди милостивом Богу, који нас је сподобио, да овај пресветли знак спасителне вере наше у слободном пољу близу Београда гледати можемо. Дао би Бог да се обичај овај, на раскршћима у пољу и на среди вароши наших крстове украшене, дизати, нашим људима омили! Част и хвала г. Возаровићу који је први примером претходио ...“ Из текста се види да је Возаров крст већ у време подизања схватан као симбол не само верске, него и националне слободе. У том смислу он је био верско-национални споменик.
Предање везано за Возаров крст је још више истицало овакво тумачење. Веровало се да је на истом месту постојао дрвени крст већ у време турске владавине, а да је обележавао место на коме су дочекивани ходочасници са повратка из Палестине и других светих места. Возаровић је обновио крст мислећи да он обележава место на коме су спаљене мошти Светог Саве. Током прве половине XIX века, српски светитељи су тумачени као историјски национални хероји, па је обнављање крста као меморијала Светог Саве дало овом белегу значај националног споменика.
Дотрајали дрвени крст је Београдска општина обновила 1933. године у црвеном вештачком камену, о чему сведочи и натпис на постољу споменика: „Возарев крст, обновила О. Г. Б. 1933.“ По Возаревом крсту је део општине Врачар назван Црвени крст. Крст је изведен у сведеној форми без употребе декоративних детаља. На једноставном, ниском кубичном постаменту је постављен натпис.
Возарев крст је утврђен за споменик културе 1987. године.